# Kloster Tegernbach
Das Kloster Tegernbach ist ein ehemaliges Kloster der Benediktiner auf dem Gebiet der ehemaligen Gemeinde Tegernbach (Dorfen) in Bayern in dem Erzbistum München-Freising.

## Geschichte
Das St. Michael geweihte Kloster wurde durch Graf Helmuni, einem Mitglied der einheimischen Adelsfamilie der Fagana gegen Ende des 8. Jahrhunderts im heutigen Wasentegernbach gegründet. In Freisinger Urkunden schreibt man im 10. Jahrhundert, dass das Kloster mit einem Abt, 6 Benediktinermönchen und 6 Fratres besetzt war. Der Besitz soll 700 Tagwerk umfasst haben. Das Kloster ist wohl um 935 eingegangen, auf Grund der Ungarneinfälle und existierte nur noch als Wirtschaftshof des Bistums Freising weiter.